# Инспекторат одбране
Инспекторат одбране је орган управе у саставу Министарства одбране који врши унутрашњу контролу Министарства одбране и Војске Србије.  Инспекторат одбране контролише акте и радње субјеката у систему одбране, кроз превентивно или реактивно деловање. Надлежан је да надзире материјално и финансијско пословање, управљање људским ресурсима и заштиту информација у систему одбране, као и оперативне и функционалне способности Војске Србије, примену закона и других прописа који уређују систем одбране и друго.

## Историјат Инспектората одбране
Функција инспекције у области одбране датира још из 1894. године када су уведени “Инспекторати” задужени за контролу обука и одржавања оружја.1911. године формирана је Главна инспекција целокупне Војске, коју је водио престолонаследник Александар са циљем контролисања обука, употребљивости трупа и борбене готовости. Од 1919. године па све до 1940. године формирају се инспекције родова Инспекција земаљске одбране и Врховна инспекција војне силе. Главна инспекција Југословенске народне армије (ЈНА) успостављена је 1949. године, и била је задужена за контролу борбене готовости армије у свим родовима и видовима. Након тога, Главна инспекција народне одбране (ГИНО) формирана је 1970. године и трајала је до 1984. када је променила назив у Инспекцију Оружаних снага СФРЈ.
Период након 1993. године карактеристичан је по постојању инспекцијских органа унутар Савезног министарства за одбрану, али и унутар Генералштаба Војске Југославије.
Инспекторат одбране као такав основан је 2002. године у оквиру Генералштаба Војске Југославије, а годину дана касније постаје одговоран Врховном савету одбране, а не председнику као што је до тада била пракса. Од 2007. године Законом о министарствима Инспекторат одбране је дефинисан као орган управе Министарства одбране.
Прве промене дешавају се 2010. године када Инспекторат прелази са секторске на одељенску организацију. Садашња структура Инспектората одбране устројена је 2017. године, а измене структуре унутрашњих јединица догодиле су се 2018. године.

## Организација Инспектората одбране

### Главни инспектор
Директор Инспектората одбране односно главни инспектор, руководи радом Инспектората и овлашћен је да доноси одлуке и решења у складу са налазима унутрашње контроле или жалбом надзираног субјекта. Главни инспектор је за свој рад одговоран министру одбране.
Позиција директора Инспектората одбране није детаљно регулисана ниједним правним актом. Није прописано ко поставља директора, да ли се расписује интерни конкурс за ову позицију, који су критеријуми за постављење, колика је дужина мандата, као и који су услови за његово разрешење. У пракси, директора Инспектората поставља председник Републике на предлог министра одбране на неограничен временски период.
| Главни инспектори                       | година    |
| --------------------------------------- | --------- |
| Вице-адмирал Јован Грбавац              | 2006-2009 |
| Генерал-потпуковник Петар Радојичић     | 2009-2011 |
| Генерал-потпуковник Александар Живковић | 2011-2013 |
| Генерал-мајор Горан Радовановић         | 2013-2018 |
| Генерал-мајор Миле Јелић                | 2018-2022 |
| Генерал-мајор Жељко Петровић            | 2023-     |

### Инспектори
Инспектор врши послове инспекцијског надзора у саставу инспекције, на основу овлашћења директора Инспектората одбране. Уколико настану проблеми при вршењу инспекцијског надзора, инспектор је дужан да обавести руководиоца инспекције.
Организационим променама 2010. године људство Инспектората одбране смањено је са 80 на 50 места ради веће ефикасности.

### Инспекција
Инспекција се формира од инспектора из Инспектората одбране и других лица која су овлашћена за обављање послова инспекцијског надзора (субјекти других организационих јединица Министарства одбране и Генералштаба), а по наређењу директора Инспектората одбране. Директор Инспектората одбране одређује руководиоца инспекције, који је њему одговоран за свој рад.

## Врсте инспекцијског надзора у систему одбране
Инспекцијски надзор може бити редован, ванредан, повратни и допунски. Редован инспекцијски надзор врши се према плану, док се ванредни инспекцијски надзор врши на основу процењених ризика и по налогу председника Републике, министра одбране или директора Инспектората. Повратни надзор спроводи се у циљу примене мера које су наложене током редовног и ванредног надзора. Допунски надзор врши се на захтев надзираног субјекта како би се утврдиле чињенице које су битне за инспекцијски надзор, а које нису биле утврђене редовним, ванредним и повратним инспекцијским надзором.
У зависности од обима, инспекцијски надзор може бити потпун и делимичан, док према месту вршења може бити теренски и канцеларијски.
Такође, разликују се најављени и ненајављени инспекцијски надзор.

## Надлежности
Инспекторат одбране надзире материјално и финансијско пословање, као и наменско и законито коришћење средстава корисника система одбране. Такође, надлежан је и да контролише управљање људским ресурсима у МО и ВС.
Инспекторат одбране врши контролу припрема за одбрану и спровођења одлука органа који управљају системом одбране.
Надлежан је и за контролисање оперативних и функционалних способности команди, јединица и установа Војске Србије и контролу примене закона и других прописа који уређују систем одбране.
Битан део надлежности односи се и на инспекцијски надзор над применом прописа о безбедности и здрављу на раду, забрани дискриминације, равноправности полова, заштити од злостављања на раду, ветеринарској заштити, заштити од пожара и експлозија.
Инспекторат одбране такође надзире примену прописа о заштити животне средине у војним постројењима и војним складиштима, као и примену прописа којима је уређена здравствена заштита војних осигураника и војно здравствених установа.

### Овлашћења Инспектората одбране
Инспектори и лица овлашћена за вршење за инспекцијских послова имају право да:
1. врше увид у документа која се односе на припреме снага одбране,
2. врше проверу спровођења одлука и аката органа система управљања системом одбране,
3. издају налог за отклањање недостатака и повреда закона и других прописа који су у вези са правима, обавезама и одговорностима припадника Војске Србије.
4. врше ванредну инспекцију оперативних и функционалних способности команди, јединица и установа Војске Србије,
5. обустављају радње којима се директно угрожава или доводи у опасност здравље људи и имовина,
6. пруже стручну помоћ снагама одбране,
7. подносе предлоге за покретање дисциплинске, прекршајне, кривичне или друге одговорности.[13]

### Механизми контроле
Инспекторат одбране има на располагању следеће механизме за вршење контроле:
1. преглед општих и појединачних аката,
2. преглед пословних просторија, објеката, уређаја, предмета и робе,
3. узимање изјава и писаних изјашњења,
4. вршење ванредног надзора услед тешке или колективне повреде на раду
5. предузимање других мера и радњи које су у складу са законом и осталим прописима.[13]

## Елементи инспекцијског надзора
Директор Инспектората одбране издаје писано наређење којим започиње инспекцијски надзор, а које садржи све неопходне елементе - назив субјекта надзирања, врсту и обим надзора, састав инспекције, дужину трајања итд. Затим се надзирани субјекат обавештава о планираном надзору, осим у случајевима када постоји могућност да се обавештењем компромитује сам надзор.
Одговорно лице је у обавези да инспекцији обезбеди услове за рад, а инспекција да надзор реализује применом адекватних метода, техника и инструмената. Након завршетка инспекцијског надзора, израђује се записник и подноси извештај директору Инспектората.
Уколико уочи неправилности, инспекција налаже мере њиховог отклањања. Како би се извршиле наложене мере, субјекат надзора израђује план и у обавези је да у складу са планом у одређеним роковима извештава Инспекторат одбране о напретку и приложи доказе. У случају преступа, инспектор који је извршио инспекцијски надзор предлаже покретање дисциплинске, прекршајне или кривичне одговорности.
Поред тога, Инспекторат одбране има обавезу да подноси председнику Републике месечне и годишње извештаје о извршеним надзорима над оперативним и функционалним способностима Војске Србије, док министру одбране доставља извештаје о свим инспекцијским надзорима.

## Законска регулатива
- Закон о одбрани („Службени гласник РС”, бр. 116/2007, 88/2009, 104/2009, 10/2015)
- Закон о Војсци Србије („Службени гласник РС”, бр. 116/2007, 88/2009, 101/2010, 10/2015, 88/2015 - Одлука Уставног суда)
- Одлука о објектима од посебног значаја за одбрану („Службени гласник РС”, бр. 112/2008)
- Закон о безбедности и здрављу на раду („Службени гласник РС”, бр. 101/2005, 91/2015)
- Закон о забрани дискриминације („Службени гласник РС”, бр. 22/2009)
- Закон о равноправности полова („Службени гласник РС”, бр. 104/2009)
- Закон о заштити од пожара („Службени гласник РС”, бр. 111/2009 и 20/2015)
- Закон о заштити узбуњивача („Службени гласник РС”, бр. 128/2014)
- Закон о јавним набавкама („Службени гласник РС”, бр. 124/2012, 14/15 и 68/15)
- Закон о буџетском систему („Службени гласник РС”, бр. 54/2009)